# Tête de Milon
La Tête de Milon (3.693 m s.l.m.) è una montagna delle Alpi del Weisshorn e del Cervino nelle Alpi Pennine. Si trova nel Canton Vallese (Svizzera).

## Caratteristiche

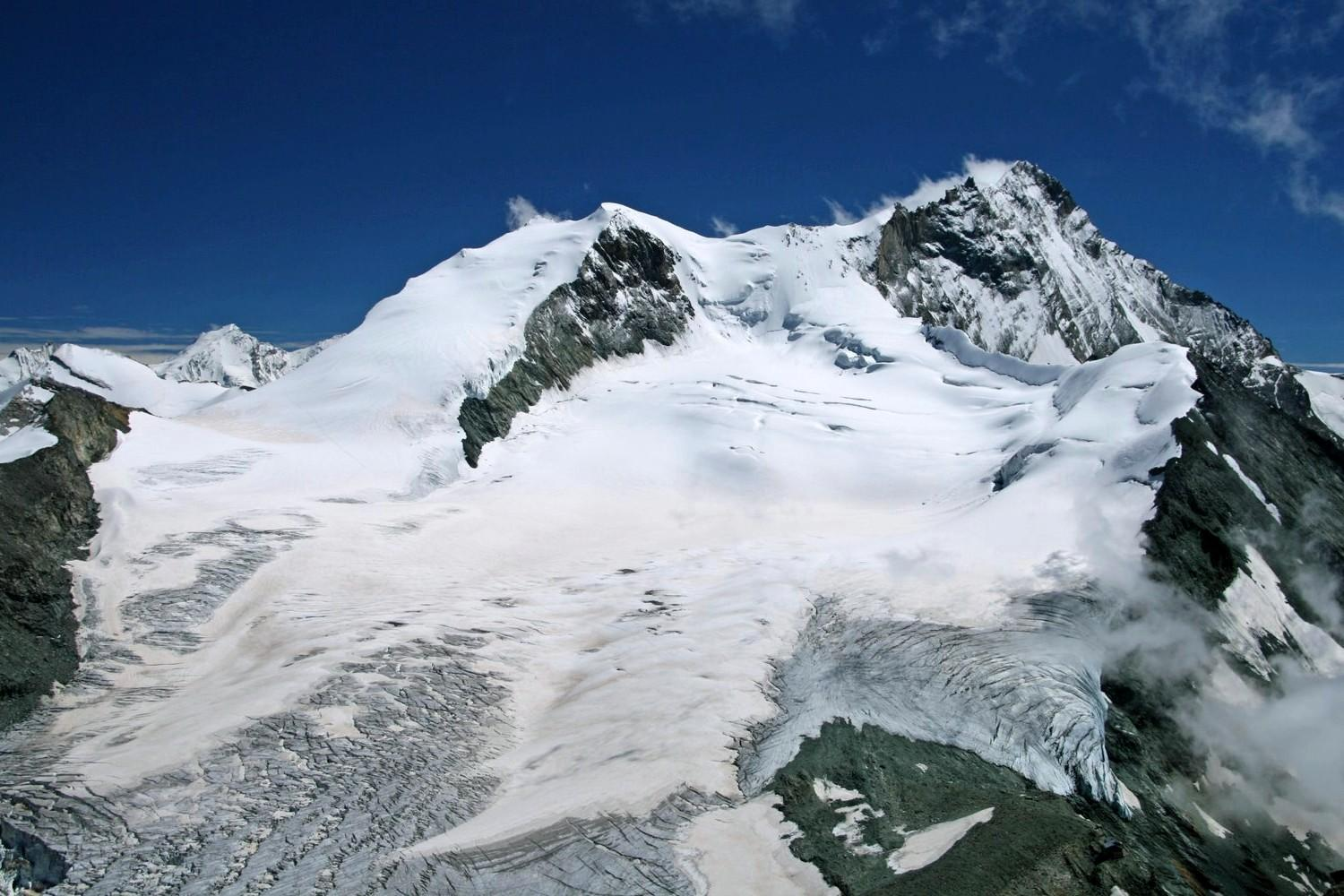
Il Bishorn, il Weisshorn e la Tête de Milon (a destra) con ai piedi il Turtmanngletscher.

La montagna è collocata ad ovest dei più alti Weisshorn e Bishorn lungo lo spartiacque tra la Turtmanntal e la Valle di Zinal.
Dalla montagna si dipartono principalmente tre creste. Una sale verso est e la congiunge con il più alto Bishorn; una seconda scende verso nord al Col de Tracuit dove è collocata la Cabane de Tracuit e la terza scende ad ovest verso la Poite d'Arpitetta (3.132 m) ed il Roc de la Vache (2.581 m).

## Salita alla vetta
Si può salire sulla montagna partendo dalla Cabane de Tracuit (3.256 m). Dal rifugio si prende piede sul Turtmanngletscher e poi si risale il ghiacciato versante nord-est.